# ستون ماونتن

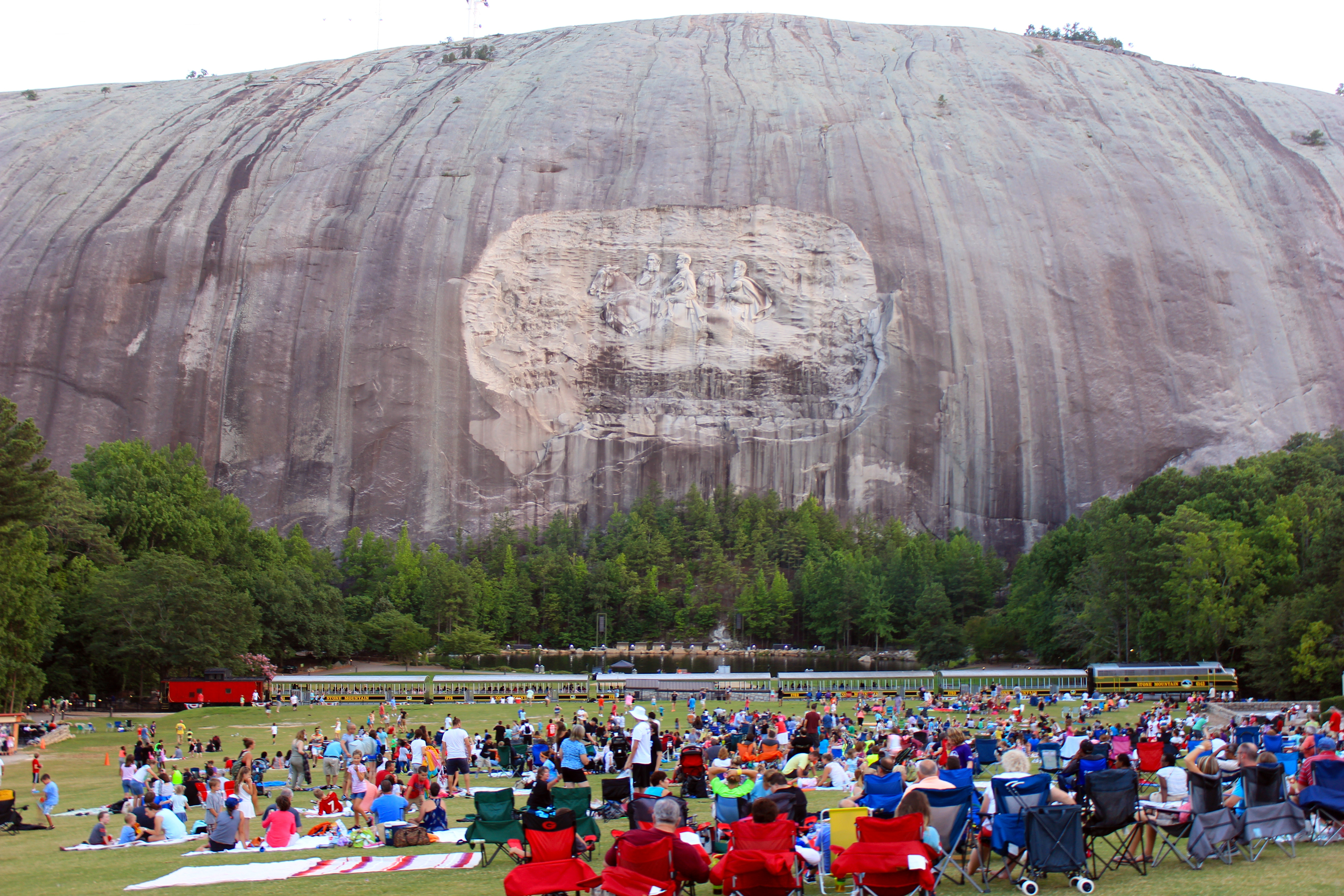
اللوحة المحفورة على ستون ماونتن.

ستون ماونتن هو جبل منعزل من الكوارتز على شكل قبة وموقع حديقة ستون ماونتن في ستون ماونتن، جورجيا. يبلغ الارتفاع عند القمة 514 مترا عن سطح البحر، و251 مترا عن المنطقة المحيطة بها. موقع ستون ماونتن يشتهر بوجود لوحة صخرية كبيرة على الجهة الشمالية للجبل، حيث تعتبر أكبر لوحة صخرية في العالم. تصور اللوحة ثلاث شخصيات كنفدرالية من الحرب الأهلية الأمريكية هي ستونوال جاكسون، روبرت إدوارد لي، وجيفيرسون ديفيس.

## أعلام
- كيفن كون
- ميخائيل بالمر